# Kufstein (distrito)
Kufstein é um distrito da Áustria no estado do Tirol.

## Cidades e Municípios
O distrito de Kufstein possui 30 municípios, sendo 3 com estatuto de cidade (Stadtgemeinde) e 2 com estatuto de mercado (Marktgemeinde) (populações em 1/1/2010):
| Cidades: - Kufstein (17.174) - Rattenberg (402) - Wörgl (12.409) Mercados: - Brixlegg (2.841) - Kundl (3.955) | Municípios: - Alpbach (2.585) - Angath (903) - Angerberg (1.737) - Bad Häring (2.503) - Brandenberg (1.556) - Breitenbach am Inn (3.240) - Ebbs (5.168) - Ellmau (2.659) - Erl (1.462) - Kirchbichl (5.243) - Kramsach (4.532) - Langkampfen (3.707) - Mariastein (315) - Münster (2.976) - Niederndorf (2.612) - Niederndorferberg (660) - Radfeld (2.263) - Reith im Alpbachtal (2.681) - Rettenschöss (438) - Scheffau am Wilden Kaiser (1.316) - Schwoich (2.293) - Söll (3.534) - Thiersee (2.832) - Walchsee (1.798) - Wildschönau (4.134) |

|  |